# Wilhelm Schauman
Berndt Wilhelm Schauman, född den 8 november 1857 i Jakobstad, död den 14 november 1911 i Berlin, var en finlandssvensk industriman. Han är mest känd som grundaren av Finlands första fanerfabrik och för sina betydande insatser inom cikoria-, socker-, såg- och tobaksindustrin. 
Ett pappers- och massabruk byggdes även i Jakobstad och är fortfarande den största fabriken i Jakobstad. Det ägs idag av UPM-Kymmene, som en följd av en fusion 1988.

## Biografi
Wilhelm Schauman föddes in i en inflytelserik familj som son till apotekaren Victor Schauman och Elise Ekelund. Familjen hade tretton barn, varav tio nådde vuxen ålder, bland andra Axel och Ossian Schauman. Fem av sönerna, inklusive Wilhelm, valde en kommersiell bana. Han utbildade sig till ingenjör i maskinteknik vid Polytekniska skolan i Helsingfors och avlade examen 1879. År 1882 gifte han sig med Wilhelmina "Mimmi" Roos från Jakobstad, och kort därefter flyttade paret till Sankt Petersburg, där Schauman hade fått arbete på en mekanisk verkstad.
Fyra år senare önskade hustrun återvända hem. Paret flyttade tillbaka till Jakobstad efter att Schauman nekats en tjänst som teknisk direktör vid Serlachius Mänttä bruk, trots tidigare löften. Denna motgång ledde till att Schuman beslöt sig för att grunda en cikoriafabrik i Jakobstad. Tillsammans fick makarna Schauman sex barn: Astrid, Maria, Pehr, Bror, Erik och Viktor. Schauman planerade noggrant sina barns framtid och skickade alla sina söner till Tyskland för studier. Pehr studerade maskinbyggnad, Bror gick i handelsskola, Erik läste kemi och Viktor utbildade sig inom teknik.

## Karriär
Wilhelm Schauman var en framstående industriman som grundade flera viktiga företag i Finland. Efter att ha utbildat sig till ingenjör i maskinteknik och arbetat i Sankt Petersburg, återvände han 1883 till Jakobstad och grundade en framgångsrik cikoriafabrik, vilket gjorde honom till Finlands största producent inom området.
Efter mitten av 1890-talet diversifierade Schauman sin verksamhet till andra områden, såsom export av trävaror, bogserbåtsverksamhet och sågverksproduktion. Han grundade också ett sockerraffinaderi på Alholmens udde utanför Jakobstad. År 1889 valdes han in i styrelsen för tobaksfabriken Ph. U. Strengberg, som han ägde en stor del av, och sju år senare blev han ordförande och VD. Strengbergs tobaksfabrik var vid denna tid Nordens största cigarettproducent och också den första interna tobaksproducenten i regionen. 
Schauman fortsatte att expandera sitt företagsimperium, och 1910 köpte han ett ångdrivet sågverk i Yxpila (nära Karleby) och grundade samma år en fanerfabrik i Jyväskylä. Fanerfabriken kom senare att bli den mest betydelsefulla delen av företaget. Han fick dock inte uppleva fabriken färdigställd då han plötsligt avled under en affärsresa i Berlin den 14 november 1911. 
Wilhelm Schaumans företag i Jakobstad vilade på fyra pelare. Sockerfabriken stod för nästan 50 % av nettovinsten mellan 1901 och 1911, exporten av rundvirke för 25–30 %, sågindustrin för cirka 20 % och cikoriafabriken för mindre än 5 %. Schauman gjorde för sin tid mycket stora affärer och var vid sin död en av Finlands rikaste personer, med en förmögenhet som uppskattades till 2 miljoner finska mark.

## Cikoriafabriken

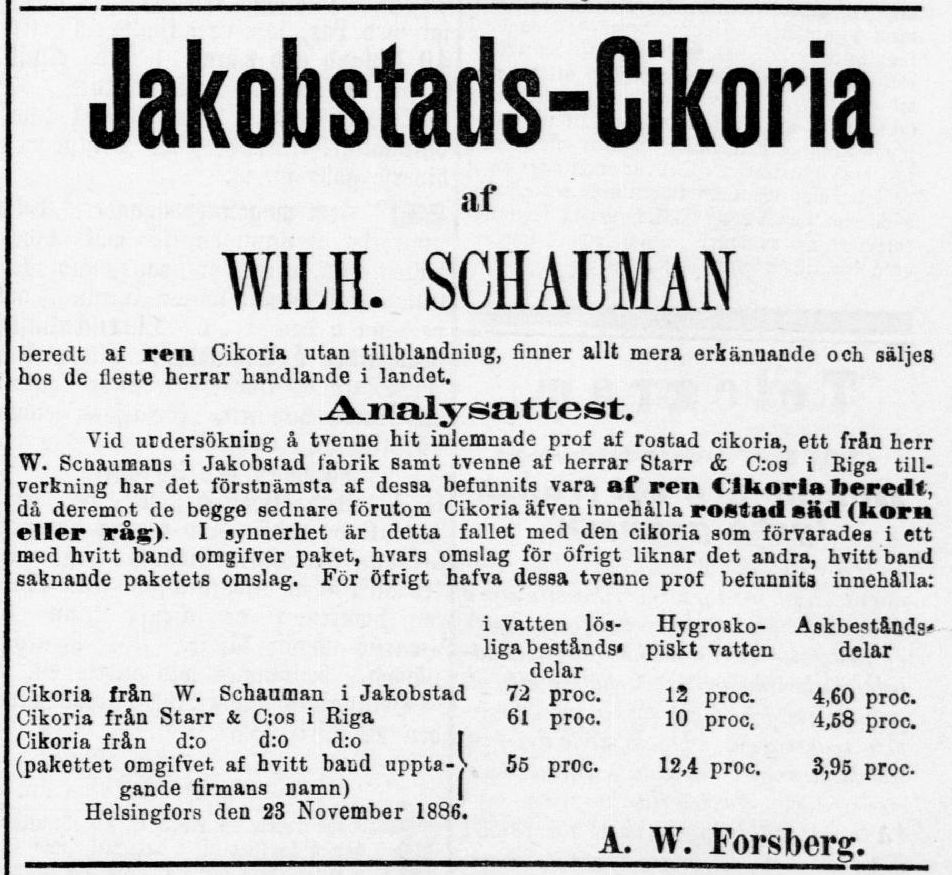
Reklam för Schaumans cikoria (1887).

Efter att Wilhelm Schauman nekats en tjänst vid Serlachius Mänttä bruk besökte han cikoriafabriker i Tyskland och Ryssland, vilket inspirerade honom att starta en egen cikoriafabrik i Jakobstad. Den första fabriken grundades år 1883 i Thodéns bageri i stadens centrum och sysselsatte sex–sju personer. Verksamheten blev snabbt framgångsrik, vilket ledde till byggandet av en andra fabrik utanför staden år 1884. Inom några år var Schauman Finlands största producent av cikoria.
Efter att den andra fabriken brann ner år 1892 byggdes en ny fabrik nära hamnen, som blev operativ år 1893. Denna fabrik är idag ett museum med bevarad maskinpark. Inledningsvis importerades råmaterialet från Tyskland, men senare blev Belgien huvudleverantör, följt av Nederländerna, Ryssland, Estland och Polen.
Företaget blomstrade då Schauman kombinerade en högkvalitativ produkt till konkurrenskraftiga priser med framgångsrika marknadsföringsstrategier. Han anställde egna agenter i städer som Helsingfors, Åbo, Tammerfors och Viborg och lade stor vikt vid att designa attraktiva förpackningar med ryska inslag som medaljonger och andra utsmyckningar. Schauman reste själv runt i Finland och bjöd handlare att provsmaka hans produkter. Vid cikoriaproduktionens höjdpunkt hade Schauman 60 anställda och producerade nära 1400 ton rostad och mald cikoria.
Cikoriaproduktionen fortsatte efter Wilhelm Schaumans död och gjorde årligen vinst mellan 1912 och 1935, trots att dess bidrag till koncernens resultat var relativt blygsamt. Efterfrågan minskade dock med tiden, med undantag för andra världskriget, då kaffebrist tillfälligt ökade efterfrågan. Det sista partiet cikoria producerades i februari 1960, och den sista leveransen gjordes i september 1964.

## Tobaksfabriken
Schaumans viktigaste insats för sin hemstad var dock vid Ph. U. Strengbergs tobaksfabrik. Fabriken genomgick en betydande expansion och kapacitetsökning när Schauman blev dess styrelseordförande 1895. De gamla trähusen i en våning ersattes med flervånings stenbyggnader som täckte två hela kvarter. Ångkraft ersattes med elkraft och nya maskiner köptes in, främst till cigarettavdelningen. Mellan 1896 och 1911 ökade cigarettproduktionen från 61 miljoner till 308 miljoner per år, och vinsten fyrdubblades. Vid sekelskiftet 1800–1900 producerade Strengberg fler cigaretter än alla andra fabriker i landet tillsammans.
Tack vare framgångarna inom tobaksbranschen öppnade Strengberg nya verksamheter i Sverige, Norge, Danmark och norra Tyskland. Vid Sveriges norrländska kust, i Härnösand, öppnades 1903 en filial som blev mycket framgångsrik. Filialens cigarettförsäljning sjufaldigades mellan 1904 och 1911, och vinsten tolvfaldigades. Snart producerade Strengberg fler cigaretter även i Sverige än alla andra fabriker tillsammans. En trolig orsak till att tobaksproduktionen blev en statlig monopolrättighet i Sverige 1915 var att eliminera konkurrensen från Finland.

## Fanerfabriken
Eftervärlden minns Wilhelm Schauman främst som grundaren av Finlands första fanerfabrik. Under sina sista levnadsår planerade han ursprungligen att starta produktion av lådbräder i Jakobstad, men ändrade sina planer efter en kurortsvistelse i Baltikum 1910. Där upptäckte han den blomstrande fanerindustrin och beslutade att satsa på fanerproduktion istället.
Fanertillverkning, där tunna träskivor limmas korsvis för att skapa ett starkt material, blev hans nya fokus. Finland hade gott om råmaterial i form av vårtbjörk, som fanns i överflöd tack vare svedjebruket. År 1911 grundades Finlands första fanerfabrik i Jyväskylä, och Schauman köpte tillstånd för avverkning av grova björkar i statliga skogar kring Päijänne.
Fabriken var nästan färdig när Schauman plötsligt dog under en affärsresa i Berlin i november 1911. Trots detta påbörjades produktionen året därpå, och fabriken blev en stor framgång. Fanerproduktionen utvecklades snabbt och förblev länge den mest livskraftiga delen av företaget Oy Wilh. Schauman Ab.

## Arvet efter Wilhelm Schauman
Efter Wilhelm Schaumans död 1911 överfördes hans affärsverksamhet, enligt hans testamente, till ett nybildat och börsnoterat företag, Oy Wilhelm Schauman Ab. Efter att sockerverksamheten såldes fokuserade företaget på sina fanerindustrier och blev så småningom marknadsledande inom fanerprodukter. Jyväskyläs fanerfabrik var en lovande och mycket lönsam ny verksamhet och blomstrade under de första åren av första världskriget. Fanerproduktion startade också i Nyslott 1921, och en fanerfabrik i Joensuu förvärvades 1924. Fabrikerna i Jyväskylä, Nyslott och Joensuu slogs så småningom samman under Oy Wilh. Schauman Ab.
Under andra världskriget ökade andelen fanerprodukter avsevärt, och 1958 öppnades en spånskivefabrik i Jyväskylä. En spånskivefabrik köptes från Viiala Oy 1962, och 1969 öppnade Oy Wilh. Schauman Ab en spånskivefabrik i Joensuu. I början av 1990-talet hade företaget spånskivefabriker i Joensuu, Kristina (Pellos spånskivefabrik) och Kitee (Puhos spånskivefabrik).
Cikoriaproduktionen i Jakobstad fortsatte också efter Schaumans död och gjorde årligen vinst mellan 1912 och 1935, även om dess totala bidrag till företagets resultat var relativt blygsamt. Efterfrågan och produktionen av cikoria minskade dock kraftigt, förutom under andra världskriget då efterfrågan tillfälligt ökade på grund av begränsad tillgång på kaffe. Fabriken i Jakobstad producerade sitt sista parti cikoria i februari 1960, och den sista leveransen från lagret gjordes i september 1964.
Grunden för Schaumans pappers- och massaverksamhet lades med byggandet av en sulfitmassafabrik i Jakobstad 1934. Under början av 1960-talet tillkom en sulfatmassafabrik, ett pappersbruk och en papperssäcksfabrik. Under första halvan av 1970-talet gjordes stora investeringar i massaproduktionen, vilket gjorde Schauman till den största producenten av marknadsmassa i Finland. Papperssäcksfabriken i Jakobstad blev snart den största i sitt slag i Finland, och 1969 köpte Schauman Craf’Sac-fabriken i Rouen, Frankrike. Redan i början av 1960-talet hade Schauman blivit världsledande inom utvecklingen av fanerprodukter och tog ytterligare marknadsandelar genom nya och innovativa metoder för limning, beläggning och bearbetning av faner samt genom användningen av gran som råmaterial.
Vid olika tidpunkter i sin historia förvärvade Schauman också verksamheter som inte passade väl med kärnverksamheten, såsom möbeltillverkning och andra konventionella träprodukter. År 1971 blev Schauman även producent av stora segelyachter efter att ha köpt Nautor, ett båtvarv utanför Jakobstad. Så småningom avyttrades alla sådana verksamheter utanför kärnområdet.
1985 sålde familjen Schauman majoriteten av sina aktier i Oy Wilhelm Schauman Ab, och skogsbolaget Oy Kaukas Ab blev dess största aktieägare. 1988 blev Schauman en del av Kymmene Oy, och två år senare omorganiserades det som Schauman Wood Oy. Sedan 1996 har Schauman Wood Oy varit en del av UPM-Kymmene-koncernen.